# Hoyuelo

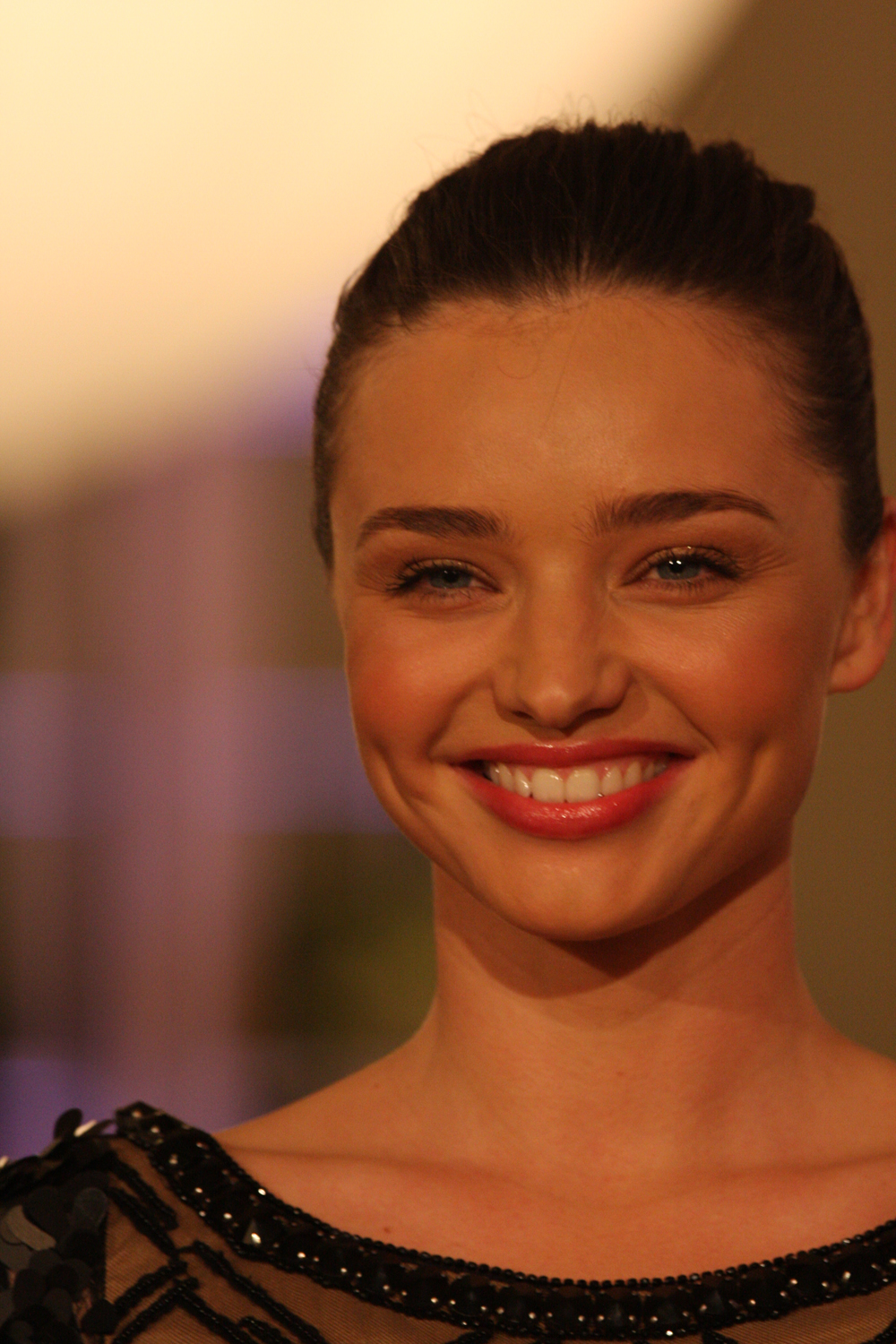
Ejemplo de una mujer con hoyuelos (en la imagen, Miranda Kerr).

Un hoyuelo, también llamado camanance (del náhuatl camac, ‘boca’, y nance, ‘fruto’) en algunos países latinoamericanos, específicamente en El Salvador. es una muesca visible causada por la piel subyacente que se forma en las mejillas, su formación en las dos mejillas son un fenómeno relativamente común. Una forma más rara es el hoyuelo único, que se produce en un solo lado de la cara.
Anatómicamente, los hoyuelos pueden ser causados por variaciones en la estructura del músculo de la cara conocido como cigomático mayor. En concreto, la presencia de músculo doble o bífido cigomático puede explicar la malformación genética de hoyuelos en las mejillas.
Esta variación bífida del músculo se origina como una estructura única en el hueso cigomático, se considera una enfermedad porque los músculos faciales no realizan su correcto funcionamiento y debido a esto son considerados deformaciones. 
La formación de los hoyuelos también se puede dar debido a que las fibras de hasta nueve músculos faciales se entrelazan o unen en una formación muy diversa y multiplanar que se denomina modiolo.